# Parvovirus B19

Genomkarte von Parvovirus B19

Erythroparvovirus primate1 (früher Primate erythroparvovirus 1, mit Referenzstamm Parvovirus B19 alias Human parvovirus B19 oder Erythrovirus B19, von lat. parvus = klein und griechisch ερυθρό, erythro = rot), ist eine Spezies (Art) kleiner Einzelstrang-DNA-Viren aus der Familie Parvoviridae.  Parvovirus B19 ist der Erreger der Ringelröteln (Erythema infectiosum). 1974 wurde es durch Zufall durch die australische Virologin Yvonne Cossart entdeckt. Seinen Namen trägt es nach der Laborprobe mit der Nummer B19, in der es gefunden wurde. Es hat einen Durchmesser von nur 20 bis 24 nm und gehört damit zu den kleinsten bekannten Viren.

## Morphologie
Das Virion besteht aus einem ikosaedrischen Kapsid, das aus Vielfachen zweier verschiedener Virusproteine (VP1 und VP2) zusammengesetzt ist. Von diesem Kapsid umschlossen ist eine lineare, einzelsträngige DNA. An die DNA ist ein weiteres virales Protein kovalent gebunden. Das Kapsid verpackt die DNA häufig unvollständig, so dass ein Teil des DNA-Fadens aus dem Kapsid herausragt. Das Virion des Parvovirus B19 zeichnet sich durch eine sehr hohe Stabilität gegenüber Umweltfaktoren und Detergenzien aus.
Das virale Genom hat eine Größe von 5000 bis 5500 Nukleotiden. Die Sequenzvariabilität ist gering. Bisher konnten drei Genotypen festgestellt werden (Genotyp 1 bis 3), die in verschiedenen Regionen der Welt vorkommen.

## Biologische Bedeutung
Das Parvovirus B19 ist der Erreger der Ringelröteln (Erythema infectiosum). Aufgrund einer nach der Infektion lebenslang bestehenden Immunität kommt die Erkrankung häufig bei Kindern vor. Parvovirus B19 vermehrt sich ausschließlich in den Erythroblasten, den Vorläuferzellen der roten Blutkörperchen (Erythrozyten) im Knochenmark. Die Infektion löst daher eine vorübergehende Anämie aus, die bei immungeschwächten oder bereits anämischen Patienten zu Komplikationen bis hin zum Tod führen kann, die jedoch durch rechtzeitige Bluttransfusionen behandelt werden können. Patienten, die bereits vor der Infektion mit Parvovirus B19 an einer Anämie – beispielsweise Sichelzellenanämie – leiden, haben ein erhöhtes Risiko für eine Aplastische Krise. Auch in der Schwangerschaft kann es zu Spontanaborten und weiteren Komplikationen wie Hydrops fetalis kommen, der den Fetus schwer schädigen kann, wenn er nicht erkannt wird.
Nach einer Infektion mit Parvovirus B19 kommt es zu einer Virämie mit sehr hoher Viruskonzentration von 1012 bis 1014 Genome/ml Blut, die Viren sind außerdem im Speichel und im Urin vorhanden. Die Symptome setzen jedoch mit Verzögerung im Zuge der Immunantwort ein. Die Bildung von Antikörpern und damit vieler Immunkomplexe verursacht die sogenannte Akute symmetrische Polyarthropathie, eine schmerzhafte Gelenksentzündung.
Nach dieser ersten Phase mit sehr hohen Virustitern folgt bei einigen Menschen eine zweite Phase, in der die Infektion in einen dauerhaften (persistierenden) Zustand übergehen kann. Die Viruslast ist dann mit 102 bis 104 Partikel/ml Blut wesentlich niedriger, die Viren befallen jedoch dann auch andere Zielzellen wie Lymphozyten, Makrophagen, Synovialzellen, Endothelzellen und Gewebe wie Herz, Leber und Haut. Die Aufnahme der Viren erfolgt dann wahrscheinlich über Antikörper, die ursprünglichen Rezeptoren spielen keine wesentliche Rolle mehr.
Die Genome der Viren sind bei diesen Patienten ein Leben lang lokal begrenzt in Teilen von Haut, Tonsillen, Myocard und weiteren Geweben nachweisbar, nicht jedoch infektiöse Partikel. Eine Reaktivierung der Viren ist eventuell möglich, aber noch nicht nachgewiesen. Länger zurückliegende Infektionen können durch das Vorhandensein von Antikörpern gegen die Strukturproteine VP1 und VP2 nachgewiesen werden. Die Zahl dieser seropositiven Menschen liegt im Alter von 65 Jahren bei etwa 70 %.

## Meldepflicht
Nach dem Recht Sachsens ist der direkte oder indirekte Nachweis von Parvovirus B19 namentlich meldepflichtig, soweit der Nachweis auf eine akute Infektion hinweist.

## Seroprävalenz in Deutschland
| Alter         | % seropositiv |
| ------------- | ------------- |
| 4 – 6 Jahre   | 35 %          |
| 10 – 15 Jahre | 58 %          |
| 25 – 29 Jahre | 70 %          |
| 65 – 69 Jahre | 79 %          |